# Freeheld (2015)
Freeheld (no Brasil, Amor por Direito e em Portugal, Freeheld - Amor e Justiça) é um filme de drama estadunidense de 2015 dirigido e escrito por Peter Sollett. É baseado no documentário de mesmo nome lançado em 2007. Estrelado por Elliot Page, Michael Shamberg e Stacey Sher, estreou no Festival Internacional de Cinema de Toronto em 13 de setembro de 2015.

## Elenco
- Julianne Moore - Laurel Hester[5]
- Elliot Page - Stacie Andree[6]
- Michael Shannon - Dane Wells
- Steve Carell - Steven Goldstein[4]
- Luke Grimes - Todd Belkin[7]
- Josh Charles - Bryan Kelder
- Mary Birdsong - Carol Andree
- Kelly Deadmon - Lynda Hester D'Orio
- Gabriel Luna - Quesada
- Anthony DeSando - Toohey